# Piz Vial
Il Piz Vial (3.168 m s.l.m.) è una montagna delle Alpi dell'Adula nelle Alpi Lepontine.

## Descrizione
Si trova in Svizzera (Canton Grigioni). La montagna costituisce il punto più elevato del gruppo chiamato "Greina". Ad occidente della montagna si trova il Pizzo Gaglianera (3121 m) e il Piz Valdraus (3096 m) mentre ad oriente incontriamo il Piz Greina (3123 m) e il Piz da Stiarls (2993 m)
Si può salire sulla vetta partendo da Ghirone (nel comune di Blenio) e passando per la Capanna Scaletta (2.205 m) ed il Passo della Greina (2.354 m).